# Ворохобское
Ворохобское или Ворохобы, также Борисоглеб — озеро в Пореченской волости Великолукского района Псковской области.
Площадь — 2,3 км² (232,0 га; с 2 островами — 234,0 га). Максимальная глубина — от 3,5 до 3,6 м, средняя глубина — 1,6 м (от 1,0 до 2,0 м).
На берегу озера расположены деревни: Ворохобы, Борисоглеб, Зуи.
Сильнопроточное. Относится к бассейнам реки Ловать, которая протекает через озеро с юга на север.
Тип озера лещово-судачий. Массовые виды рыб: Лещ, щука, судак, плотва, окунь, ерш, густера, уклея, красноперка, линь, карась, язь, елец, голавль, пескарь, сом, налим, жерех, вьюн, щиповка.
Для озера характерно: илистое, в центральной части (русло реки) песчано-каменистое дно; отлогие и низкие заболоченные берега; на побережье — леса, луга, болото. Фактически является озеровидным расширением реки Ловать. Подвержено сильным колебаниям уровня воды.